# Lucius Sergius Catilina
Lucius Sergius Catilina (ca. 110 f.Kr.-62 f.Kr.) var en romersk politiker, der er mest kendt for sin mislykkede sammensværgelse i 63 f.Kr., der blev optrævlet af Marcus Tullius Cicero.
Han blev i starten støttet af Julius Cæsar og Marcus Licinius Crassus, men efter flere år at være blevet forbigået ved valget af ny konsul valgte han at oprette en hær i Etrurien. Cicero, der var konsul det år, afslørede sammensværgelsen, og efter en uretfærdig proces, der var ansporet af Cato, blev flere af Catilinas kumpaner henrettet, mens Catilina selv døde i kamp.
- Wikimedia Commons har flere filer relateret til Lucius Sergius Catilina

| Biografi | Spire Denne biografi er en spire som bør udbygges. Du er velkommen til at hjælpe Wikipedia ved at udvide den. |

1. ↑  Navnet er anført på engelsk og stammer fra Wikidata hvor navnet endnu ikke findes på dansk.
2. ↑  Navnet er anført på engelsk og stammer fra Wikidata hvor navnet endnu ikke findes på dansk.
3. ↑  Navnet er anført på engelsk og stammer fra Wikidata hvor navnet endnu ikke findes på dansk.
4. ↑  Navnet er anført på engelsk og stammer fra Wikidata hvor navnet endnu ikke findes på dansk.